# Rasmus Rissanen
Rasmus Santeri Rissanen, född 13 juli 1991, är en finländsk professionell ishockeyspelare som spelar för Linköping HC i SHL. Rissanen började spela ishockey för moderklubben Kalevan Pallo, som han vann det finska juniormästerskapet med 2008. Han draftades i sjätte rundan i 2009 års NHL-draft av Carolina Hurricanes som 178:e spelare totalt. Inför säsongen 2009/10 lämnade Rissanen Finland och spelade sedan de sju efterföljande säsongerna i Nordamerika. Efter två säsonger i WHL med Everett Silvertips skrev han avtal med Hurricanes. De följande fem säsongerna spelade han främst för dess farmarklubb i AHL, Charlotte Checkers, och gjorde NHL-debut i mars 2015.
2016 återvände Rissanen till Finland och spelade de följande två säsongerna för Jokerit i KHL. 2018 lämnade han återigen Finland då han anslöt till Örebro HK i SHL. Han spelade under sex säsonger för klubben innan han i april 2024 anslöt till seriekonkurrenten Linköping HC.
Rissanen gjorde A-landslagsdebut i december 2016 och har representerat Finland vid ett VM. I ungdoms- och juniorsammanhang spelade han för Finland vid ett JVM och två U18-VM.

## Karriär

### Klubblag

#### 2007–2011: Början av karriären
Rissanen påbörjade sin ishockeykarriär i moderklubben Kalevan Pallo. Säsongen 2007/08 spelade han främst för klubbens J18-lag och med sju gjorda mål i grundserien var han lagets främste målskytt bland backarna, tillsammans med Juuso Kuisma. I februari 2008 skrev Rissanen ett fyraårkontrakt med KalPa i Liiga. Den efterföljande säsongen spelade han dock endast för KalPas J20-lag. Vid NHL Entry Draft 2009 valdes Rissanen i den sjätte rundan av Carolina Hurricanes som 178:e spelare totalt. Samma sommar valdes han också av WHL-laget Everett Silvertips som den 17:e spelaren i CHL-draften.
Inför säsongen 2009/10 lämnade han Finland för spel med Silvertips i WHL. I sin första säsong i klubben spelade han 72 grundseriematcher och var lagets näst mest utvisade spelare (103 min). Sommaren 2010 valdes han i KHL-draften av Metallurg Magnitogorsk i den sjunde omgången som den 159:e spelare totalt. Säsongen 2010/11 var Rissanen assisterande lagkapten i Silvertips. Med 89 utvisningsminuter var han lagets mest utvisade spelare i grundserien. I det efterföljande slutspelet var han, tillsammans med Tyler Maxwell, lagets främste målskytt.

#### 2011–2016: Charlotte Checkers och Carolina Hurricanes

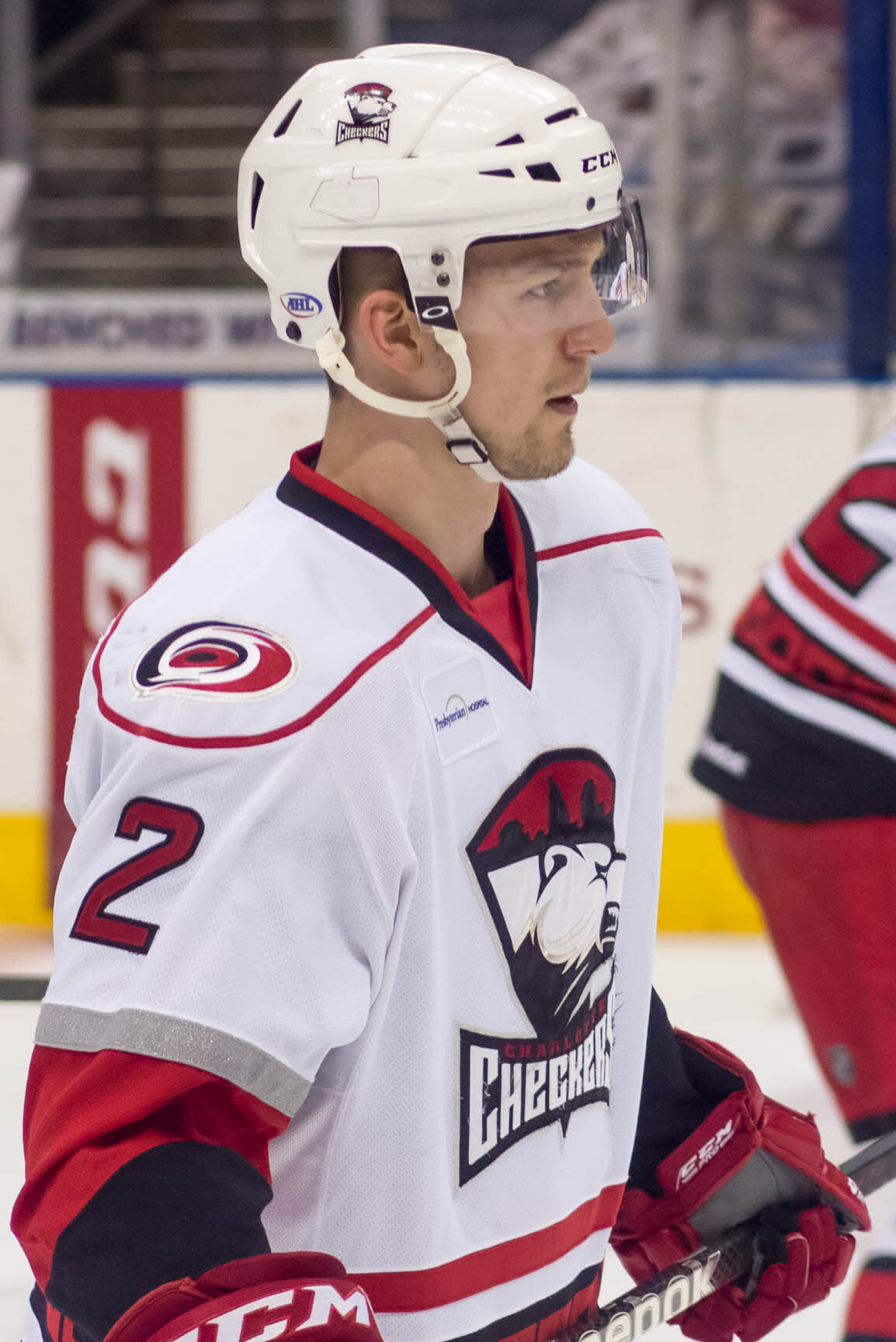
Rissanen med Charlotte Checkers 2013.

Den 4 april 2011 bekräftades det att Rissanen skrivit ett treårsavtal med Carolina Hurricanes i NHL. Kort därefter, den 9 april, gjorde han AHL-debut för Hurricanes farmarklubben Charlotte Checkers i en 2–6-seger mot Worcester Sharks. Detta blev Rissanens enda match för organisationen denna säsong. Säsongen 2011/12 spelade Rissanen enbart för Checkers. Den 15 januari 2012 gjorde han sitt första AHL-mål, på Joey MacDonald, i en 2–4-seger mot Grand Rapids Griffins. Checkers misslyckades att ta sig till slutspel och totalt spelade Rissanen 67 grundseriematcher där han stod för tre mål och lika många assist.
Säsongen 2012/13 spelade Rissanen återigen endast för Hurricanes farmarlag Checkers. Han noterades för nio assistpoäng på 61 grundseriematcher. Checkers lyckades ta sig till Calder Cup-slutspelet där man dock slogs ut omgående av Oklahoma City Barons med 3–2 i matcher. Rissanen gick poänglös ur dessa matcher och var den i laget som hade sämst plus/minus-statistik (-10). Han var också den i laget som ådrog sig flest utvisningsminuter i slutspelet (10 min). Rissanen gick in på sitt sista år av kontraktet med Hurricanes säsongen 2013/14. Han fick dock ingen speltid i NHL då han tillbringade hela säsongen med Checkers. Han gjorde sin dittills bästa grundserie poängmässigt med tio poäng på 62 grundseriematcher (tre mål, sju assist). Laget misslyckades att ta sig till Calder Cup-slutspelet.
Den 23 juli 2014 bekräftades det att Rissanen förlängt sitt avtal med Hurricanes med ytterligare en säsong. Han spelade 52 grundseriematcher för Checkers och stod för ett mål och tio assist. Rissanen avslutade sedan säsongen med spel för Hurricanes i NHL. Han gjorde NHL-debut den 6 mars 2015 i en 3–1-förlust mot Minnesota Wild. Han hann spela sex NHL-matcher innan han ådrog sig en skada som höll honom från spel återstoden av säsongen. På dessa sex matcher gick han poänglös.
Den 1 juli 2015 meddelades det att Rissanen förlängt sitt avtal med Hurricanes med ytterligare en säsong. I september samma år blev han uppsatt på waiverslistan, utan att bli upplockad av något annat NHL-lag. Han spelade endast för Checkers den följande säsongen och gjorde sin poängmässigt bästa grundserie i AHL. Laget misslyckades dock återigen att ta sig till slutspel. På 54 grundseriematcher stod Rissanen för 13 poäng, varav två mål.

#### 2016–2024: Jokerit och Örebro HK
Då Rissanen valdes av Metallurg Magnitogorsk vid KHL-draften 2010 hade klubben rättigheterna till honom. Den 10 mars 2016 bekräftades det att den finska klubben Jokerit köpt rättigheterna till Rissanen. Den 2 maj samma år bekräftades det att Jokerit skrivit skrivit ett tvåårsavtal med Rissanen. Den 23 augusti samma år gjorde han KHL-debut i en 1–2-seger mot HK Spartak Moskva. Den 17 november 2016 gjorde han sitt första KHL-mål, på Drew MacIntyre, i en 2–5-seger mot KHL Medveščak Zagreb. I Gagarin Cup slogs Jokerit ut i den första slutspelsrundan av HK CSKA Moskva med 4–0 i matcher. Säsongen 2017/18 drogs Rissanen med skadeproblem, varför han endast spelade 31 grundseriematcher. Jokerit slutade på tredje plats i Western Conference och Rissanen stod för tre assistpoäng. För andra slutspelet i följd slogs laget ut av CSKA Moskva i Gagarin Cup, denna gång med 4–2 i kvartsfinalserien. Rissanen spelade sju slutspelsmatcher och gick poänglös ur dessa.
Den 5 juni 2018 bekräftades det att Rissanen lämnat Jokerit då han skrivit ett tvåårskontrakt med Örebro HK i SHL. Han gjorde SHL-debut den 15 september samma år i en 2–4-seger mot Mora IK. Örebro slutade på tionde plats i grundserien och var det sista laget att ta sig till SM-slutspel. Rissanen noterades för tre assist på 48 grundseriematcher. I slutspelet slogs Örebro omgående ut av Växjö Lakers HC med 2–0 i matcher. Inför sin andra säsong i klubben utsågs Rissanen till en av Örebros assisterande lagkaptener. Den 5 oktober 2019 noterades han för sitt första SHL-mål, på Oskar Östlund, i en 5–1-seger mot Skellefteå AIK. Tre dagar senare meddelades det att Rissanen förlängt sitt avtal med Örebro med ytterligare två säsonger. Örebro slutade på åttonde plats i grundserien där Rissanen noterades för tre mål och sex assistpoäng. Han var också den i laget som hade bäst plus/minus-statistik (+20). På grund av Covid-19-pandemin ställdes SM-slutspelet in.
Den 19 november 2021 stod det klart att Rissanen förlängt sitt avtal med Örebro med ytterligare två säsonger. Nästan två veckor senare meddelade klubben att Rissanen ådragit sig en korsbandsskada under en match mot Brynäs IF. På grund av detta missade han återstoden av säsongen. Rissanen hann endast spela 23 grundseriematcher där han noterades för två mål och fyra assist.
Säsongen 2022/23 slutade Örebro på fjärde plats i grundserien, lagets bästa placering någonsin dittills. Rissanen gjorde också sin poängmässigt bästa grundserie i SHL då han på 51 matcher stod för 18 poäng, varav åtta mål. I SM-slutspelet slogs laget ut i semifinal av Skellefteå AIK. I slutspelet var Rissanen Örebro mest utvisade spelare (35 min) och han var, tillsammans med Filip Berglund, lagets bästa målskytt bland backarna (4 mål). Säsongen 2023/24 slog Rissanen sitt eget poängrekord i grundserien från föregående säsong. På 51 matcher stod han för 19 poäng (2 mål, 17 assist). Han var den i laget som hade bäst plus/minus-statistik under grundserien (+12).

#### Från 2024: Linköping HC
Den 24 april 2024 bekräftades det att Rissanen, efter sex säsonger i Örebro, lämnat klubben då han skrivit ett tvåårsavtal med seriekonkurrenten Linköping HC. I sin första säsong med klubben stod han för tio poäng, varav två mål. Rissanen var den spelare i laget som blockerade flest skott (43). Linköping misslyckades att ta sig till slutspel då man slutade på tolfte plats i grundserien.

### Landslag

#### 2008–2011: Ungdoms- och juniorlandslag
Rissanen spelade två U18-VM för Finland. Det första var 2008 i Ryssland där Finland slutade på tredje plats i grupp B. I slutspelet slogs man ut omgående av Kanada i kvartsfinal med 2–1. Finland föll därefter även i placeringsmatchen mot Tyskland och slutade därmed på sjätte plats i turneringen. På sex spelade matcher noterades Rissanen för två assistpoäng. Vid U18-VM i USA 2009 vann Finland grupp B men förlorade därefter i semifinalen mot Ryssland med 4–0. Finland tilldelades en bronsmedalj sedan man besegrat Kanada i matchen om tredjepris med 4–5 efter straffläggning. På sex matcher gick Rissanen poänglös.
Rissanen blev uttagen att spela JVM i USA 2011 för Finland. I gruppspelet slutade man på andraplats i grupp A efter värdnationen. Finland föll därefter i kvartsfinalen mot Ryssland med 3–4. Finland slutade på sjätte plats och på sex matcher gick Rissanen poänglös. Tillsammans med Miikka Salomäki var Rissanen den i Finland som ådrog sig flest utvisningsminuter (14).

#### Från 2016: A-landslaget
Rissanen gjorde A-landslagsdebut i öppningsmatchen av Channel One Cup i Helsingfors den 15 december 2016, i en match mot Tjeckien.

## Statistik

### Klubblag
| 2009–10    | Everett Silvertips  | WHL        | 71  | 4  | 11 | 15 | 103 | 7  | 0 | 1 | 1 | 8  |
| 2010–11    | Everett Silvertips  | WHL        | 68  | 1  | 11 | 12 | 89  | 4  | 2 | 0 | 2 | 8  |
| 2010–11    | Charlotte Checkers  | AHL        | 1   | 0  | 0  | 0  | 0   | —  | — | — | — | —  |
| 2011–12    | Charlotte Checkers  | AHL        | 64  | 3  | 3  | 6  | 57  | —  | — | — | — | —  |
| 2012–13    | Charlotte Checkers  | AHL        | 61  | 0  | 9  | 9  | 84  | 5  | 0 | 0 | 0 | 10 |
| 2013–14    | Charlotte Checkers  | AHL        | 62  | 3  | 7  | 10 | 91  | —  | — | — | — | —  |
| 2014–15    | Charlotte Checkers  | AHL        | 52  | 1  | 10 | 11 | 69  | —  | — | — | — | —  |
| 2014–15    | Carolina Hurricanes | NHL        | 6   | 0  | 0  | 0  | 4   | —  | — | — | — | —  |
| 2015–16    | Charlotte Checkers  | AHL        | 54  | 2  | 11 | 13 | 56  | —  | — | — | — | —  |
| 2016–17    | Jokerit             | KHL        | 44  | 2  | 2  | 4  | 55  | 3  | 0 | 0 | 0 | 2  |
| 2017–18    | Jokerit             | KHL        | 31  | 0  | 3  | 3  | 18  | 7  | 0 | 0 | 0 | 2  |
| 2018–19    | Örebro HK           | SHL        | 48  | 0  | 3  | 3  | 53  | 2  | 0 | 0 | 0 | 0  |
| 2019–20    | Örebro HK           | SHL        | 39  | 3  | 6  | 9  | 59  | —  | — | — | — | —  |
| 2020–21    | Örebro HK           | SHL        | 46  | 2  | 7  | 9  | 32  | 9  | 0 | 0 | 0 | 20 |
| 2021–22    | Örebro HK           | SHL        | 23  | 2  | 4  | 6  | 16  | —  | — | — | — | —  |
| 2022–23    | Örebro HK           | SHL        | 51  | 8  | 10 | 18 | 44  | 13 | 4 | 2 | 6 | 35 |
| 2023–24    | Örebro HK           | SHL        | 51  | 2  | 17 | 19 | 16  | 3  | 0 | 0 | 0 | 4  |
| 2024–25    | Linköping HC        | SHL        | 51  | 2  | 8  | 10 | 14  | —  | — | — | — | —  |
| SHL totalt | SHL totalt          | SHL totalt | 309 | 19 | 55 | 74 | 234 | 27 | 4 | 2 | 6 | 59 |
| AHL totalt | AHL totalt          | AHL totalt | 294 | 9  | 40 | 49 | 357 | 5  | 0 | 0 | 0 | 10 |
| KHL totalt | KHL totalt          | KHL totalt | 75  | 2  | 5  | 7  | 73  | 10 | 0 | 0 | 0 | 4  |
| NHL totalt | NHL totalt          | NHL totalt | 6   | 0  | 0  | 0  | 4   | —  | — | — | — | —  |

### Internationellt
| År            | Lag           | Turnering     | Matcher | Mål | Assists | Poäng | Utv. |
| ------------- | ------------- | ------------- | ------- | --- | ------- | ----- | ---- |
| 2008          | Finland       | U18-VM        | 6       | 0   | 2       | 2     | 18   |
| 2009          | Finland       | U18-VM        | 6       | 0   | 0       | 0     | 10   |
| 2011          | Finland       | JVM           | 6       | 0   | 0       | 0     | 14   |
| Junior totalt | Junior totalt | Junior totalt | 23      | 0   | 3       | 3     | 56   |